# 신현철 (야구 선수)
신현철 (申縣哲, 1987년 11월 2일 - )은 전 KBO 리그 kt 위즈의 내야수이다.

## 현대 유니콘스시절
2006년에 현대 유니콘스에 입단했으나 1군에 오르지 못하고 현역으로 복무를 마쳤다.

## 넥센 히어로즈시절
전역 후 현대 유니콘스가 해체되고 넥센 히어로즈가 구단을 인수하여 재창단하면서 팀을 옮기게 되었고 2011년 확대 엔트리를 통해 처음 1군에 올라왔으며 대주자로 자주 출장했다. 2012년 후반기 경기 중 한화 이글스전에선 동점타, 다음 날 KIA 타이거즈전에선 역전 적시타로 팀을 승리로 이끌어 깜짝 스타로써 2013년 넥센 히어로즈의 주목할 만한 내야 자원임을 예고했었으며 연일 뛰어난 내야 수비를 보여 주기도 했다.

## SK 와이번스시절
음주사건 여파로 2013 시즌 후 보호선수 명단에서 제외된 후 그 해 11월 22일에 열린 2차 드래프트를 통해 이적하였다.

## kt 위즈시절
2015년 12월 18일 무상 트레이드를 통해 이적하였다.

## 논란
2013년 4월에 음주 뺑소니 혐의를 일으킨 사실이 드러나 그 해 6월 13일에 불구속 기소됐다. 2013년 6월 9일 김민우가 무면허 음주 운전으로 출장 정지를 당하고, 이미 김민우는 사건이 드러나기 전에 1군에서 말소될 예정이어서 그를 대신하여 2군에서 올라왔으나 그마저도 사건에 연루되고 말았다. 이 혐의가 드러나기 전날에는 김병현이 롯데 자이언츠전에서 강판되어 내려가는 도중 더그아웃으로 공을 던진 사건이 있어서 넥센 히어로즈는 전반기 종료를 앞두고 8연패에 빠지는 등 큰 악재에 부딪혔다. 2013년 6월 14일 KBO의 상벌위원회에서 4개월 자격 정지 처분에 유소년 야구봉사 활동 240시간의 징계를 받았다.

## 출신 학교
- 대일초등학교
- 평촌중학교
- 유신고등학교

## 통산 기록
| 연도 | 팀명  | 타율  | 경기 | 타수 | 득점 | 안타 | 2루타 | 3루타 | 홈런 | 루타 | 타점 | 도루 | 도실 | 볼넷 | 사구 | 삼진 | 병살 | 실책 |
| ---- | ----- | ----- | ---- | ---- | ---- | ---- | ----- | ----- | ---- | ---- | ---- | ---- | ---- | ---- | ---- | ---- | ---- | ---- |
| 2011 | 넥센  | 0.000 | 13   | 9    | 1    | 0    | 0     | 0     | 0    | 0    | 0    | 0    | 0    | 2    | 1    | 4    | 0    | 0    |
| 2012 | 넥센  | 0.231 | 11   | 26   | 2    | 6    | 2     | 0     | 0    | 8    | 3    | 0    | 0    | 0    | 0    | 5    | 0    | 1    |
| 2013 | 넥센  | 0.111 | 6    | 9    | 2    | 1    | 0     | 0     | 0    | 1    | 0    | 0    | 0    | 2    | 0    | 3    | 1    | 2    |
| 2014 | SK    | 0.262 | 60   | 65   | 10   | 17   | 3     | 0     | 1    | 23   | 3    | 1    | 0    | 8    | 0    | 16   | 3    | 8    |
| 2016 | KT    | 0.292 | 35   | 24   | 3    | 7    | 2     | 0     | 0    | 9    | 2    | 0    | 0    | 0    | 1    | 12   | 0    | 0    |
| 통산 | 5시즌 | 0.233 | 125  | 133  | 18   | 31   | 7     | 0     | 1    | 41   | 8    | 1    | 0    | 12   | 2    | 40   | 4    | 11   |